# Sporobolus lasiophyllus
Sporobolus lasiophyllus är en gräsart som beskrevs av Pilg.. Sporobolus lasiophyllus ingår i släktet droppgräs, och familjen gräs. Inga underarter finns listade i Catalogue of Life.